# Cratere Birute
Birute  è il nome di un cratere sulla superficie di Venere.